# Royaume de Tunisie
20 mars 1956 – 25 juillet 1957
(1 an, 4 mois et 5 jours)
Entités précédentes :
- Protectorat français de Tunisie

Entités suivantes :
- République tunisienne

Le royaume de Tunisie (arabe : مملكة تونس ou el-Mamlka et-Tūnsīya) est le régime politique de jure de la Tunisie du 20 mars 1956, date de la signature du protocole franco-tunisien qui reconnaît l'indépendance de la Tunisie, au 25 juillet 1957, date à laquelle l'Assemblée constituante vote la fin de la monarchie incarnée par Lamine Bey.

## Fonctionnement
Dans la pratique, l'exercice du pouvoir par le bey, « possesseur du royaume de Tunisie », est limité et symbolique. Il s'engage, en signant le décret promouvant l'Assemblée constituante, à approuver par avance la Constitution qui en résultera. C'est Habib Bourguiba qui dirige, à partir du 11 avril 1956, le premier gouvernement de la Tunisie indépendante, mais qui a également l'exercice du pouvoir réglementaire, ôté au bey par un décret du 3 août 1956. Par ailleurs, « un décret du 21 juin 1956 a modifié les armoiries du royaume et supprimé, dans les nouvelles armoiries, toute allusion à la dynastie ».

## Abolition
Le 25 juillet 1957, Bourguiba déclare à l'Assemblée constituante : « Je dis qu'il faut mettre fin à la monarchie et la remplacer par une République, ce qui signifie l'instauration d'un nouveau régime ». Après la fin de ce discours, les anciens ministres de Moncef Bey, indignés par ces propos, rappellent, alors que la famille husseinite est accusée de tous les maux par Bourguiba, le cas de du souverain nationaliste qui a perdu son trône pour s'être attaché à la cause du mouvement national. Par ailleurs, s'il n'y a jamais eu un parti politique ou un courant idéologique qui réclamait une République, le discours ne suscite aucune émotion au sein de la population.
Dès lors, la délégation chargée d'annoncer à Lamine Bey sa destitution se rend au palais de Carthage, s'introduit dans la salle du trône et trouve le souverain vêtu d'une jebba, la tête découverte sans chéchia, en train de faire les cent pas. Sans préambule ni introduction, Ali Belhouane entame la lecture de la résolution de l'Assemblée constituante abolissant la monarchie et proclamant la République. Lorsque le photographe veut saisir cet instant, Lamine Bey refuse.